# Piestus extimus
Piestus extimus är en skalbaggsart som beskrevs av Sharp 1887. Piestus extimus ingår i släktet Piestus och familjen kortvingar. Inga underarter finns listade i Catalogue of Life.